# Pee Wee Russell

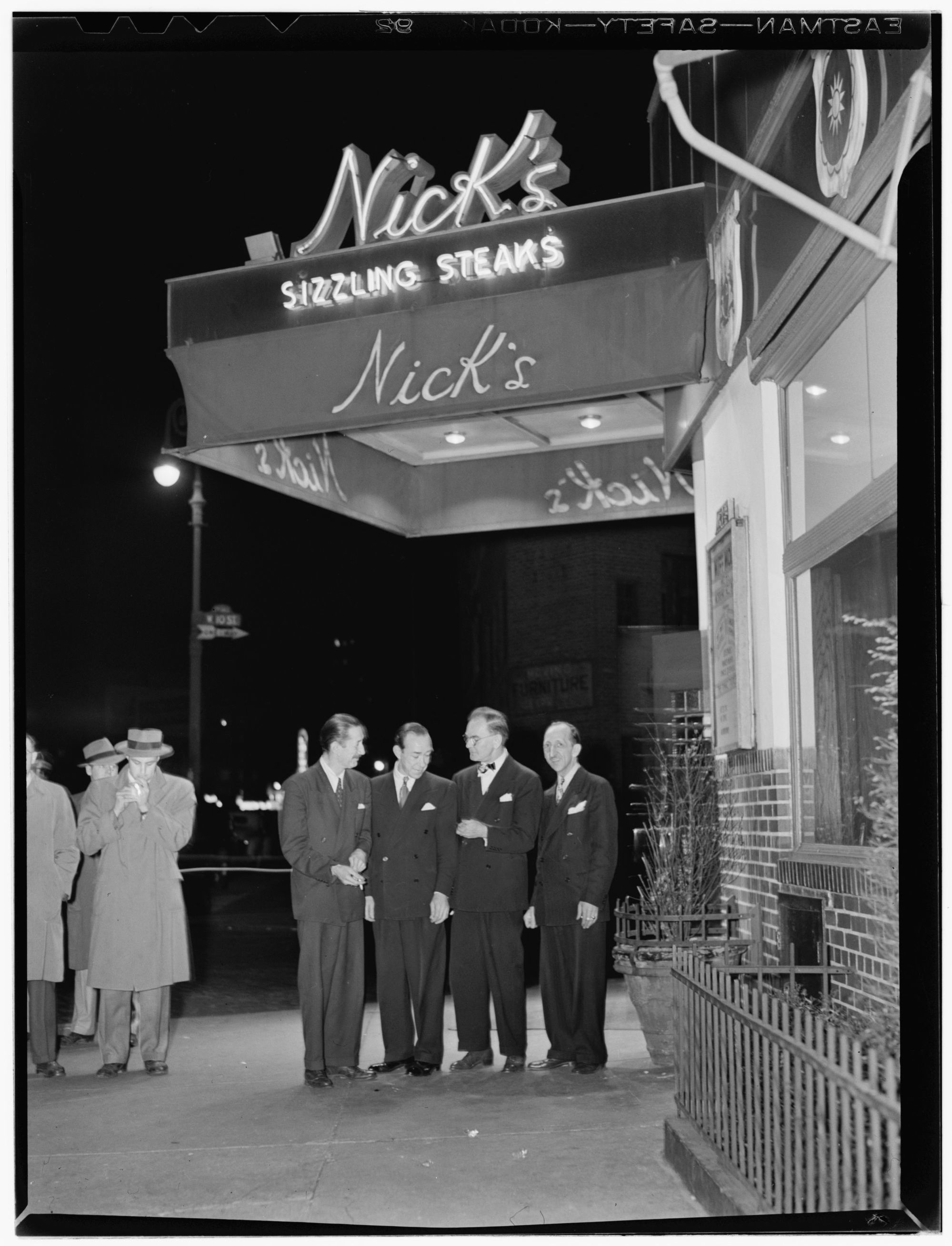
Pee Wee Russell, Muggsy Spanier, Miff Mole, Joe Grauso; New York, 1946. Fotó: William P. Gottlieb

Pee Wee Russell (Maplewood, 1906. március 27. – Alexandria, 1969. február 15.) amerikai dzsesszzenész, klarinétos.

## Pályafutása
Russell indián ősök leszármazottja. A Missouri állambeli Maplewoodban született, az oklahomai Muskogee-ban nőtt fel. Pályája elején klarinétos és szaxofonos volt. Később a klarinét mellett döntött.
Pee Wee-t apja elvitte az akkoriban híres Louisiana Five zenekar koncertjére, ahol fellépett a New Orleans-i Alcide Nunez klarinétos is. A koncert hatása alatt Russel elhatározta, hogy dzsesszzenész lesz. Magánórákat vett Muskogee-ban. Az első fellépései   apjával, majd Red Nicholsszal voltak. A Western Military Academy-n (1920-21) és a University of Missouri-n zajlott képzése után folyami gőzhajókon volt klarinétos és szaxofonos, majd vaudeville turnéegyüttesekben szerepelt. 1923-24-ben egy mexikói zenekarban játszott.
Az 1920-as évek közepén Chicagóban játszott olyan zenészekkel, mint Bix Beiderbecke, Frankie Trumbauer, Red Nichols.
Aztán Red McKenzie, Irving Mills (1929), Hoagy Carmichael (1930), Gil Rodin (1931-34), Adrian Rollini (1935) és Louis Prima (1935/36) felvételen  volt partner. 1938-tól többször dolgozott Bobby Hackettel, Eddie Condonnal, Jack Teagardennel, Earl Hinesszal és másokkal.
Bár Russell soha nem vezetett saját zenekart, de számos albuma jelent meg neve alatt, például a Portrait of Pee Wee.
Russell az 1920-as években fejlesztette ki eredeti klarinét-hangját. Ez az egyedi, szeszélyes játékmódja, amelyet szokatlan dallamfordulatok és finom hangszínváltások jellemeznek, pályafutása kezdetén nem volt még túl népszerű. Furcsa, logikátlanvolt sok hallgató és kritikus számára. De olyan zenésztársak, mint Albert Nicholas és Benny Goodman nagy becsben tartották.
Az 1960-as években Russell modern dzsesszt játszott, még Ornette Coleman kompozíciói is szerepeltek a repertoárjában. Ezzel kivívta a korabeli avantgárd zenészek elismerését. Fesztiválokon lépett fel, többek között a Newport Jazz Festivalon.
Russell gyakran volt beteg, és ezalatt nem tudott zenélni. Egy barátja tanácsát követve  festéseni kezdett. Az eredmény annyira elsöprő volt, hogy a képzőművész társadalom is befogadta.

## Albumok
- 1952: Clarinet Strut
- 1952: The Individualism of Pee Wee Russell
- 1952: Pee Wee Russell All Stars
- 1953: Salute To Newport
- 1953: We're In the Money
- 1955: Jazz at Storyville, Vol. 1 and 2
- 1958: Portrait of Pee Wee
- 1958: Over the Rainbow
- 1959: Pee Wee Russell Plays
- 1960: Swingin' with Pee Wee
- 1961: Jazz Reunion
- 1962: New Groove
- 1964: Hot Licorice
- 1964: Gumbo
- 1965: Ask Me Now!
- 1966: The College Concert
- 1967: The Spirit of '67

## Díjak
- 1983:  a Down Beat kritikusok díja: Pied Piper of Jazz című dal
- 1987: Big Band and Jazz Hall of Fame(wd)